# Würzburg
Würzburg (AFI: /ˈvʏɐ̯tsˌbʊɐ̯k/; in bavarese Wiazburg, lett. "borgo delle spezie"; in latino Herbipolis, raramente italianizzato in Erbipoli) è una città extracircondariale della Baviera, in Germania. È sede del circondario omonimo (pur non facendone parte) e capoluogo del distretto governativo (Regierungsbezirk) della Bassa Franconia.
Situata sul fiume Meno, equidistante da Francoforte e Norimberga (entrambe a circa 120 km), la città è antica sede vescovile (la diocesi fu creata nell'VIII secolo) e universitaria (fondata nel 1402, prima università bavarese) e popolare meta turistica in quanto origine della Strada romantica e grazie alla celebre Residenza, riconosciuta dall'UNESCO come Patrimonio dell'umanità nel 1981.

## Geografia fisica

### Posizione geografica
Würzburg si trova nella Bassa Franconia, nella parte nordoccidentale del Land della Baviera; è situata a una quota di 182 metri s.l.m., sulle rive del medio corso del Meno, tributario di destra del Reno.
Il territorio cittadino confina con i comuni di Veitshöchheim, Güntersleben, Rimpar, Estenfeld, Rottendorf, Gerbrunn, Randersacker, Eibelstadt, Reichenberg, Eisingen, Höchberg, Waldbrunn, Waldbüttelbrunn e Zell am Main, tutti appartenenti al Circondario di Würzburg.

### Clima
La città ha un clima di tipo temperato umido (Cfb nella classificazione climatica di Köppen), caratterizzato da inverni piuttosto freddi ed estati moderatamente calde. Le temperature medie mensili oscillano (medie trentennali 1971-2000) da una media di 0,3 °C a gennaio, il mese più freddo, ai 18,7 °C di luglio (mese più caldo); la temperatura media annua è di 9,4 °C. Le precipitazioni sono complessivamente scarse (meno di 600 mm annui), con minimi invernali (febbraio 34 mm, mese più secco) e massimi estivi (giugno 66 mm, mese più piovoso).

## Storia

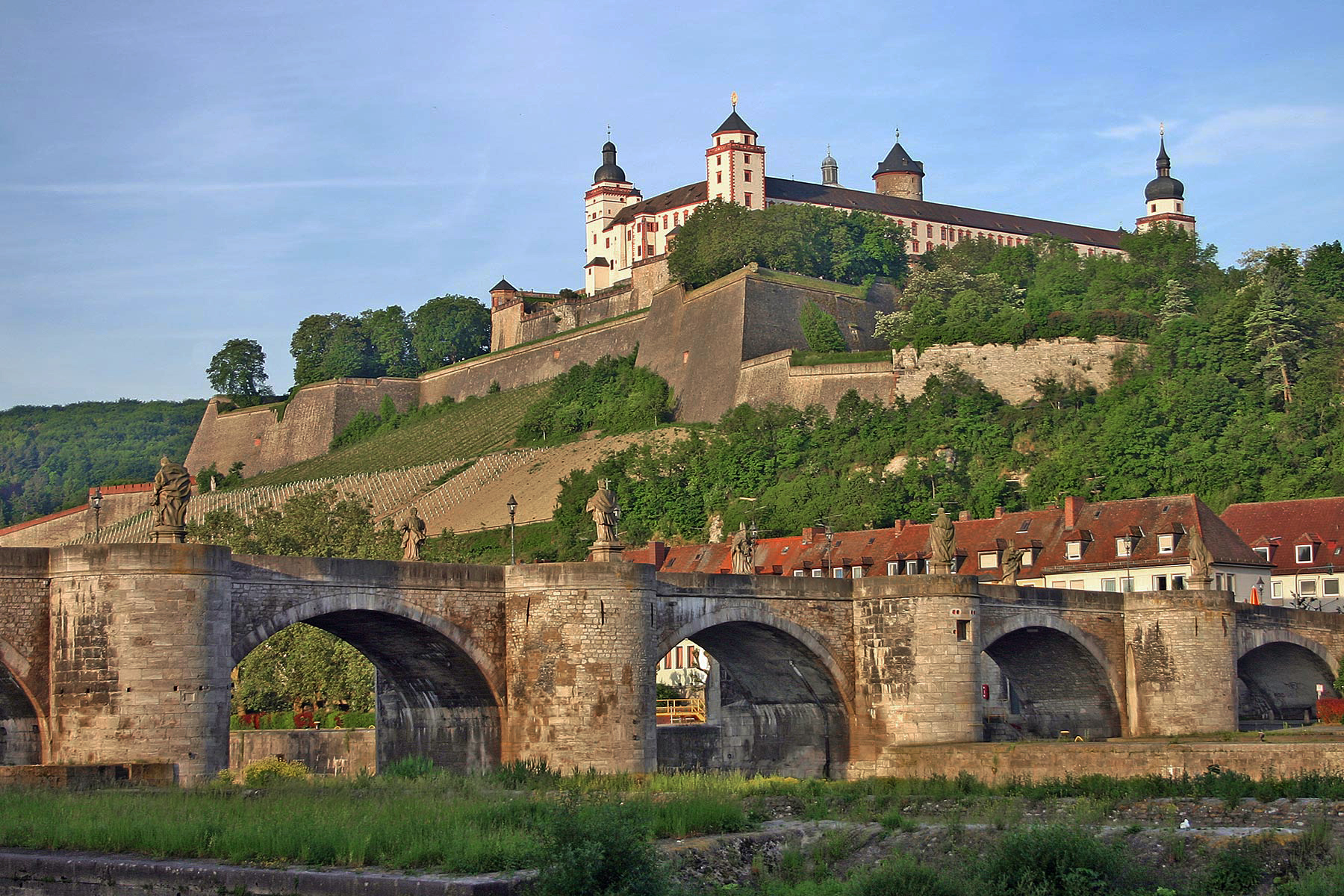
Il Ponte sul Meno con la fortezza Marienberg.

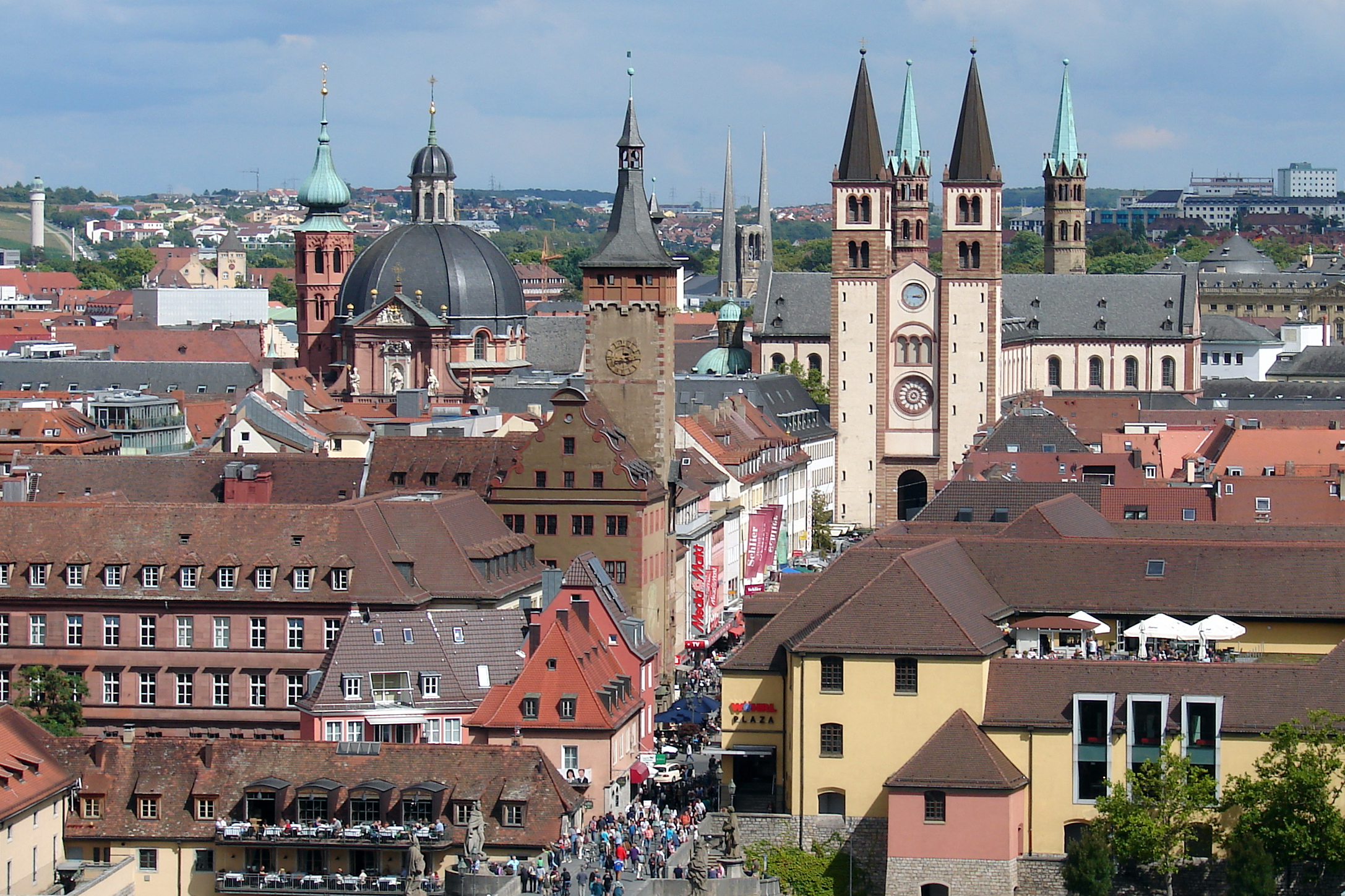
La cattedrale e il palazzo municipale.

Verso l'anno 1000 a.C. nell'attuale posizione della Fortezza Marienberg si trovava un forte celtico.
La città fu convertita al Cristianesimo nel 689, e la diocesi fu fondata da san Bonifacio (Wynfrith) nel 742 che nominò il primo vescovo di Würzburg, san Burcardo.
La cattedrale fu costruita nel 1040-1225 in stile romanico.
Grazie a Federico Barbarossa che vi aveva celebrato le sue nozze con Beatrice di Borgogna nel 1168 divenne un ducato indipendente governato dal vescovo, lo rimase fino al 1806.
Würzburg fu il centro nevralgico della Guerra dei contadini tedeschi; il castello fu assediato invano.
Nel 1631, il re svedese Gustavo Adolfo invase la città e distrusse il castello.
L'università di Würzburg fu fondata nel 1402 e rifondata nel 1582.
Würzburg raggiunse il massimo splendore nel periodo fra il 1650 e il 1750, sotto il governo dei principi vescovi della famiglia Schönborn.
Nel 1720 vennero poste le fondazioni della Residenza di Würzburg.
Nel 1806 Napoleone eliminò il potere del vescovo e assegnò il ducato al granduca Ferdinando di Toscana che la tenne fino al 1814, dopodiché passò sotto il regno di Baviera.
Durante la seconda guerra mondiale, il 16 marzo del 1945 l'80% della città fu distrutto da un bombardamento britannico; tra il 3 e il 6 aprile seguenti Würzburg fu poi teatro di una feroce battaglia prima di cadere in mano ai reparti statunitensi penetrati in Germania. Gran parte dei monumenti sopravvisse, ma il centro della città fu danneggiato irrimediabilmente.

## Monumenti e luoghi d'interesse
Residenz

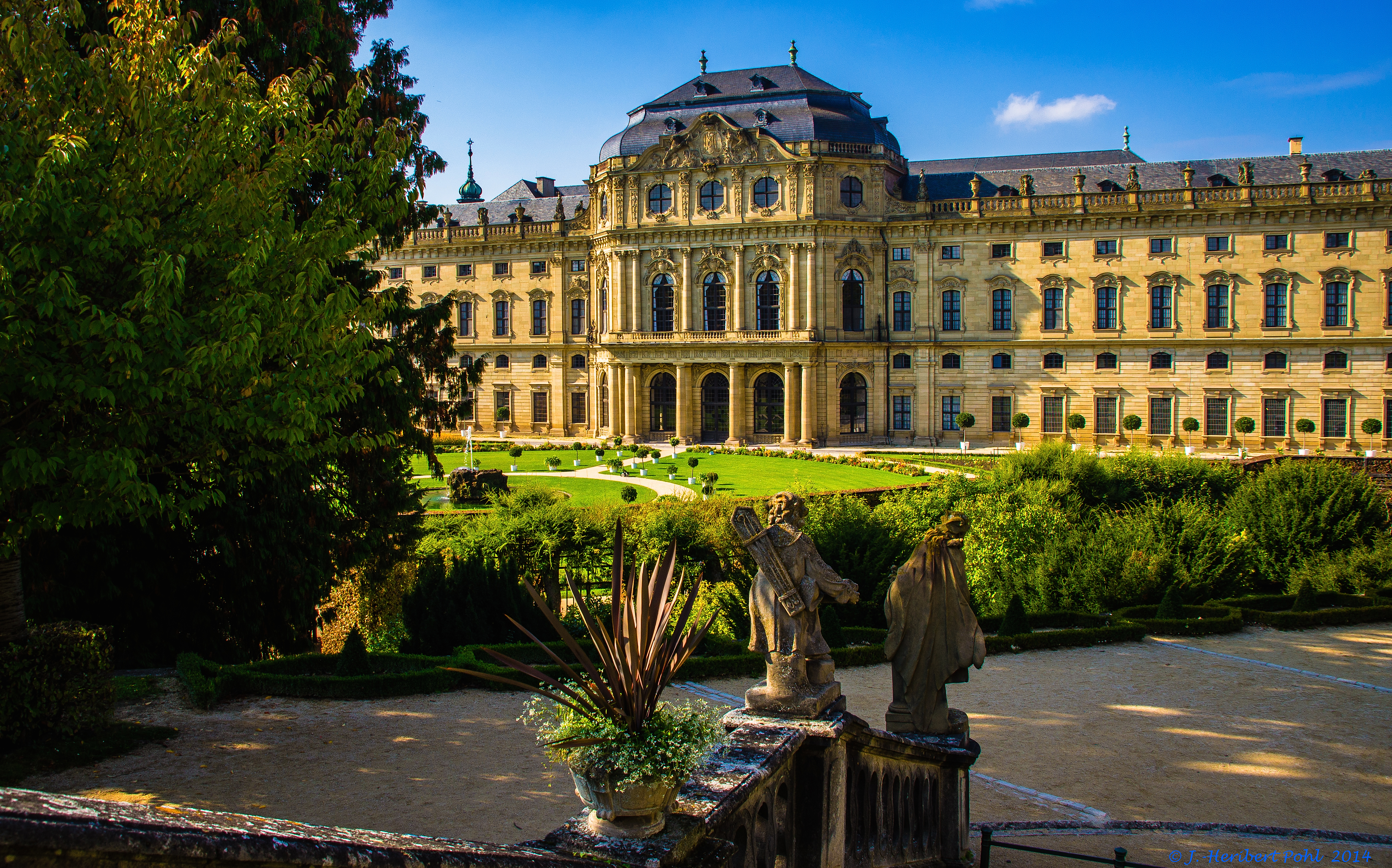
La Residenz.

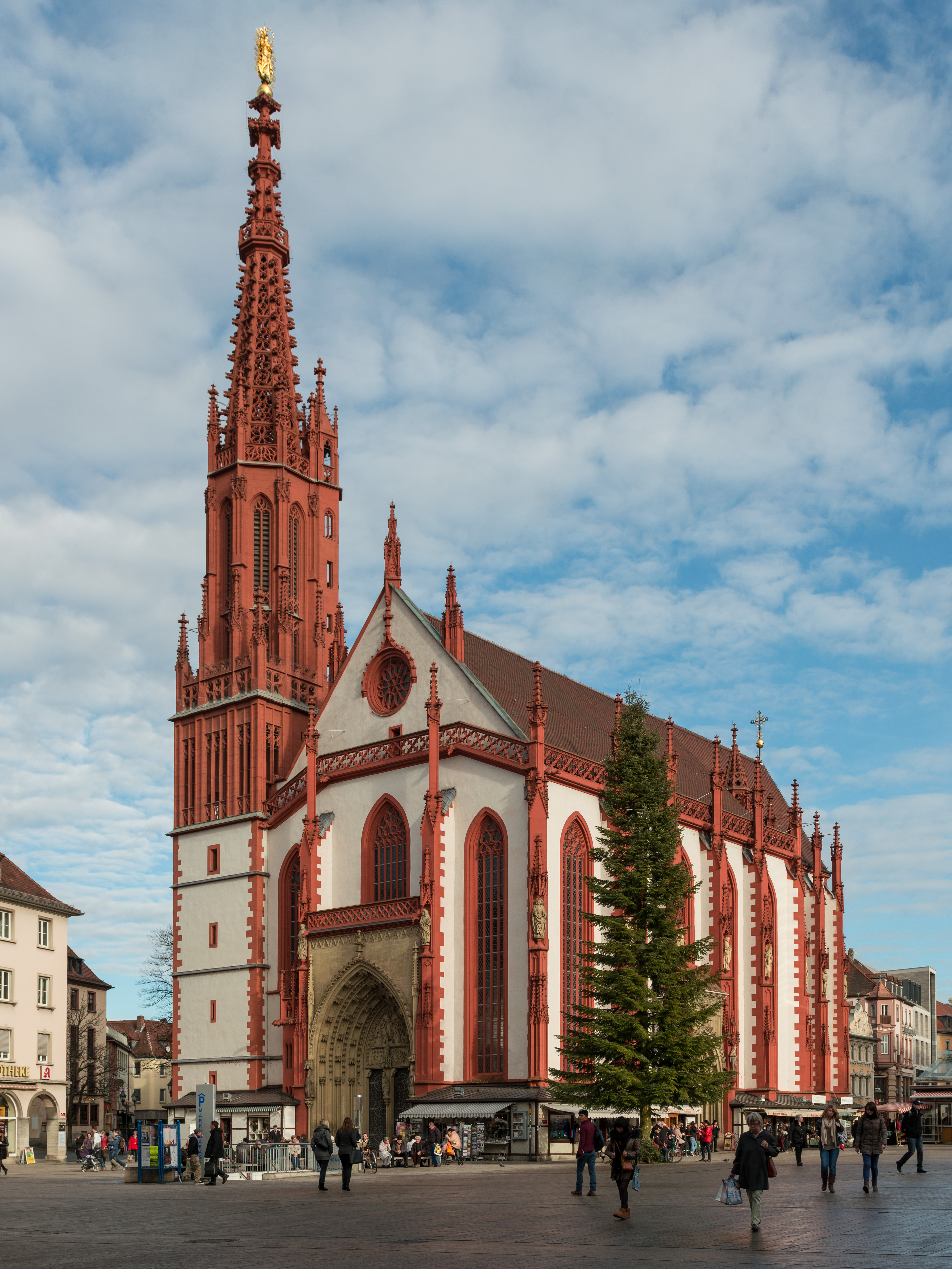
La Marienkapelle.

È il palazzo residenziale dei principi vescovi; il monumento più importante della città, eretto all'inizio del XVIII secolo in stile barocco e restaurato dopo i danni subiti dalla guerra. Conserva il celeberrimo affresco di Giambattista Tiepolo Omaggio del mondo al principe vescovo che si trova nella volta del sontuoso scalone d'onore ricco di statue e stucchi. Al primo piano sul soffitto della Kaiser saal, c'è un altro affresco del Tiepolo con la Storia di Würzburg, nelle altre sale ricche di stucchi di artisti italiani ci sono opere di pittori italiani e arazzi fiamminghi. Nell'ala nord si trovano due musei: la Staatsgalerie dedicata quasi interamente a pittori veneziani dei secoli XVII e XVIII e lo Stilmuseum dedicato al mobilio e agli ornamenti barocchi e rococò. Nell'ala sud dell'edificio c'è la Hofkirche, chiesa di corte barocca molto elegante con stucchi e il pulpito di artisti italiani, due pale d'altare di Giambattista Tiepolo rappresentanti una l'Assunta e l'altra la Caduta degli Angeli. Un grande giardino va dal palazzo ad antiche fortificazioni.
Duomo di St. Kilian
È la cattedrale della città, dedicata a san Kilian, edificio romanico dei secoli XII e XIII, barrocchizzato nel XVIII secolo e ricostruito nel dopoguerra nelle sue linee originali, contiene nel grande e maestoso interno a tre navate decorate con stucchi del milanese P. Magni, numerose opere di artisti tedeschi e le tombe dei vescovi.
Collegiata di Neumünster
Chiesa, bicefala, nei pressi della cattedrale, risale anch'essa al secolo XIII, ma è stata completamente barocchizzata e l'interno è in stile rococò molto raffinata e sontuosa. le due cripte sono una romanica con la statua di Sant'Anna e l'altra protogotica con tombe di vescovi.
Marienkapelle
La Cappella di Santa Maria, è una bella chiesa gotica che sorge sul Markt, la piazza centrale del Mercato. Venne eretta fra il 1377 e il 1479, è accompagnata da una snella torre e accoglie la tomba del grande architetto Balthasar Neumann.
Fortezza di Marienberg
Domina la città dalla sommità della collina omonima. Per la sua posizione strategica risulta fosse già fortificata all'epoca dei Celti. La fortezza fu abitata fino alla costruzione della Residenz dai vescovi principi e più volte rimaneggiata. A metà costa poderosi bastioni a forma di stella cingono la fortezza, contengono l'Arsenale e sono muniti di torri. All'interno nel cortile centrale ci sono la Vorburg, palazzo residenziale, la Brunnenhaus, elegante costruzione rinascimentale a pianta ottagonale che racchiude un profondo pozzo e la Marienkapelle, chiesa rotonda del 706.
Altri edifici:
- La barocca chiesa matrice della Bassa Franconia, opera dell'architetto ticinese Antonio Petrini è un grandioso edificio detto Stift Haug con facciata a torri e statue e con una cupola ottagonale. All'interno ci sono le tombe dei vescovi del XVII e XVIII secolo e sull'altare la celebre pala del Tintoretto rappresentante la Crocifissione.

Nei dintorni della città si trovano centri interessanti: uno per tutti Veitshöchheim con il suo grandioso castello rococò (1749-53), appartenuto ai vescovi principi, e un bellissimo parco rococò con piccoli edifici e diversi gruppi scultorei.

## Cultura
La città è ricca di testimonianze dell'arte barocca italiana del '600 e '700; infatti i monumenti principali si rifanno al barocco italiano e contengono opere di artisti italiani. Durante l'ultima guerra mondiale ha subito, come molte altre città tedesche, la quasi totale distruzione ed è stata poi ricostruita dopo la fine della guerra.
Tra gli artisti che hanno vissuto nella città spiccano il poeta Walther von der Vogelweide, il filosofo Albertus Magnus e il pittore Matthias Grünewald.
Lasciarono molte opere anche lo scultore Tilman Riemenschneider (1460-1531), che fu anche sindaco e protagonista della rivolta contadina, e Balthasar Neumann (1687-1753), architetto barocco e costruttore della Residenza che è Patrimonio dell'umanità dell'UNESCO. Gli interni furono decorati da Giandomenico e Giovanni Battista Tiepolo.
Presso la scuola Johannes Kepler è situato l'Osservatorio di Würzburg, ricostruito nel 1985 seguito della sua distruzione nel 1945 ad opera dei bombardamenti alleati.

## Economia

### Turismo
È la città iniziale del più famoso itinerario turistico tedesco, la cosiddetta Romantische Strasse (Strada romantica), lunga 460 km. La strada termina a Füssen, cittadina delle Alpi bavaresi, dopo aver toccato Augusta, Rothenburg ob der Tauber, ed altre località della cosiddetta Svevia bavarese.

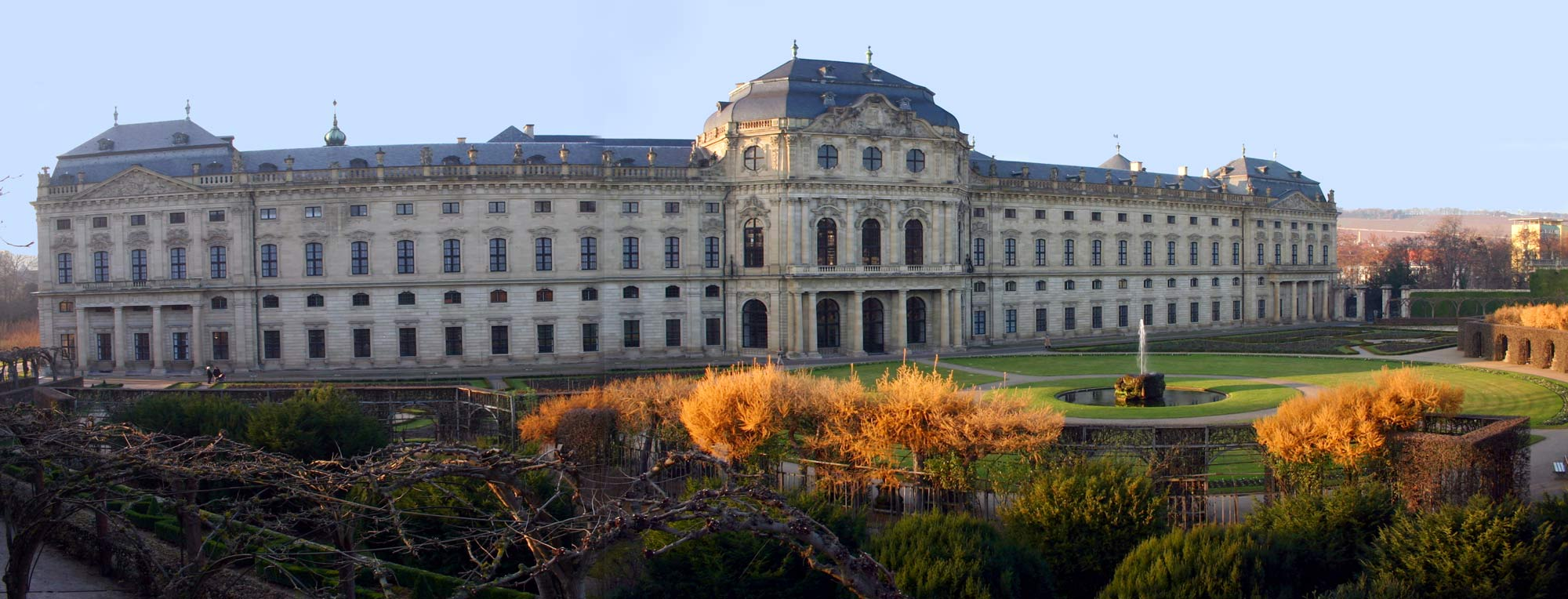
La Residenza di Würzburg

## Geografia antropica

### Suddivisioni amministrative

Mappa dei distretti urbani di Würzburg.

La città di Würzburg è suddivisa in 13 distretti urbani (Stadtbezirk), a loro volta divisi in quartieri (Stadtteil) che sono complessivamente 25:
- 01 Altstadt, con i quartieri:
  - 01 Dom
  - 02 Neumünster
  - 03 Peter
  - 04 Innere Pleich
  - 05 Haug
  - 06 Äußere Pleich
  - 09 Rennweg
  - 17 Mainviertel
- 02 Zellerau, con il quartiere:
  - 18 Zellerau
- 03 Dürrbachtal, con i quartieri:
  - 07 Dürrbachau
  - 22 Unterdürrbach
  - 23 Oberdürrbach
- 04 Grombühl, con il quartiere:
  - 08 Grombühl
- 05 Lindleinsmühle, con il quartiere:
  - 19 Lindleinsmühle
- 06 Frauenland, con i quartieri:
  - 10 Mönchberg
  - 11 Frauenland
  - 12 Keesburg

- 07 Sanderau, con il quartiere:
  - 13 Sanderau
- 08 Heidingsfeld, con il quartiere:
  - 14 Heidingsfeld
- 09 Heuchelhof, con il quartiere:
  - 20 Heuchelhof
- 10 Steinbachtal, con i quartieri:
  - 15 Steinbachtal
  - 16 Nikolausberg
- 11 Versbach, con il quartiere:
  - 24 Versbach
- 12 Lengfeld, con il quartiere:
  - 25 Lengfeld
- 13 Rottenbauer, con il quartiere:
  - 21 Rottenbauer

## Infrastrutture e trasporti
A Würzburg è in servizio una rete tramviaria costituita di 5 linee. La stazione ferroviaria principale della città è la stazione di Würzburg Hauptbahnhof.

## Amministrazione

### Gemellaggi
Würzburg è gemellata con:
- Caen, dal 1962
- Dundee, dal 1962
- Rochester, dal 1964
- Mwanza, dal 1966
- Otsu, dal 1979
- Salamanca, dal 1980
- Suhl, dal 1988
- Umeå, dal 1992
- Bray, dal 2000
- Siracusa, dal 2025